# Grallaire buissonnière
Myrmothera dives
Espèce
Statut de conservation UICN

 LC  : Préoccupation mineure
La Grallaire buissonière (Myrmothera dives) est une espèce d'oiseau de la famille des Grallariidae.

## Description
L'adulte mesure environ 14 cm pour un poids de 44 g.

## Répartition et habitat
Cette espèce est présente au Honduras, au Nicaragua, au Costa Rica, au Panama et en Colombie.
Son habitat naturel est subtropical ou des forêts tropicales humides[réf. nécessaire].

## Sous-espèce
D'après la classification de référence du Congrès ornithologique international (version 14.2, 2024) :
- M. d. dives (Salvin, 1865) — est du Honduras jusqu'au Costa Rica
- M. d. flammulatus (Griscom, 1928) — nord-ouest du Panama
- M. d. barbacoae (Chapman, 1914) — est du Panama et ouest de la Colombie